# Гизиларбат
Гизиларбат (до 1992 року — Кизил-Арват, в 1999—2022 — Сердар; туркм. Gyzylarbat) — місто (шахер) в Туркменістані, центр Гизиларбатського етрапу Балканського велаяту.
Населення — 89,6 тис. осіб (2009).

## Назва
Із часу свого заснування при будівництві залізниці місто називалося Кизил-Арват. У 1992 році назва була змінена на Гизиларбат. У 1999 році місто одержало назву Сердар на честь Сапармурата Ніязова (Туркменбаші): «сердар» — туркменською «вождь». У 2022 році місту повернуто колишню назву.

## Географія
Місто розташоване в підніжжі Копетдагу, за 175 км на південний схід від Балканабата, за 219 км на північний захід від Ашгабата.

### Клімат
Місто знаходиться у зоні, котра характеризується кліматом тропічних степів. Найтепліший місяць — липень із середньою температурою 30.6 °C (87 °F). Найхолодніший місяць — січень, із середньою температурою 0 °С (32 °F).
| Клімат Сердара          | Клімат Сердара | Клімат Сердара | Клімат Сердара | Клімат Сердара | Клімат Сердара | Клімат Сердара | Клімат Сердара | Клімат Сердара | Клімат Сердара | Клімат Сердара | Клімат Сердара | Клімат Сердара | Клімат Сердара |
| Показник                | Січ.           | Лют.           | Бер.           | Квіт.          | Трав.          | Черв.          | Лип.           | Серп.          | Вер.           | Жовт.          | Лист.          | Груд.          | Рік            |
| Абсолютний максимум, °C | 26,4           | 28,1           | 36,6           | 39,7           | 45,7           | 46,8           | 47,3           | 46,2           | 44,6           | 38,5           | 31,9           | 29             | 47,3           |
| Середній максимум, °C   | 5              | 8              | 14             | 22             | 30             | 35             | 38             | 36             | 31             | 22             | 13             | 7              | 21             |
| Середня температура, °C | 0              | 3              | 8              | 16             | 23             | 28             | 31             | 29             | 23             | 15             | 8              | 2              | 15             |
| Середній мінімум, °C    | −3             | −1             | 3              | 10             | 16             | 21             | 24             | 22             | 16             | 9              | 3              | 0              | 10             |
| Абсолютний мінімум, °C  | −26            | −26,3          | −21,5          | −2,7           | 2,6            | 8,4            | 13,5           | 10,6           | 2              | −2,9           | −15,3          | −22,1          | −26,3          |
| Норма опадів, мм        | 22             | 28             | 27             | 25             | 25             | 5              | 4              | 3              | 4              | 12             | 20             | 27             | 201            |
| Днів з опадами          | 8,9            | 8,9            | 6,7            | 8,2            | 4,8            | 1,5            | 1,3            | 0,8            | 1,7            | 3,6            | 6,5            | 9,8            | 62,7           |
| Вологість повітря, %    | 78             | 73.5           | 62.8           | 58.2           | 46.3           | 37.5           | 36.3           | 33.1           | 37.5           | 50.7           | 69.1           | 78.7           | 55.1           |
| ----------------------- | -------------- | -------------- | -------------- | -------------- | -------------- | -------------- | -------------- | -------------- | -------------- | -------------- | -------------- | -------------- | -------------- |
| Джерело: Weatherbase    |                |                |                |                |                |                |                |                |                |                |                |                |                |

## Населення
| рік                       | 1970 | 1991 | 2009 |
| населення, тис. мешканців | 22   | 34,7 | 89,6 |

## Економіка
Вагоноремонтний завод, килимова фабрика

## Персоналії
- Петлюк Йосип Матвійович (1897—1968) — старшина РА, учасник нацистсько-радянської війни, Герой Радянського Союзу.